# Soul (Elisa)
Soul è un brano di Elisa, estratto come settimo e ultimo singolo dell'album Diari aperti (Segreti svelati), riedizione dell'album Diari aperti di Elisa. Il singolo è stato pubblicato il 20 dicembre 2019. Ne è stato diffuso soltanto un lyric video e non un videoclip ufficiale.

## Descrizione
Il brano, interamente in lingua inglese, è stato scritto in collaborazione con il produttore discografico statunitense John Shanks.
La canzone, di ispirazione elettronica, mischia il pop britannico al rock.

## Tracce
Testi e musiche di Elisa e John Shanks.
1. Soul – 4:15

## Classifiche
| Classifica (2019) | Posizione massima |
| ----------------- | ----------------- |
| Italia (airplay)  | 40                |